# Первомайское (сельское поселение, Завьяловский район)
Первомайское — упразднённое муниципальное образование со статусом сельского поселения в составе Завьяловского района Удмуртии.
Административный центр — село Первомайский.
Образовано в 2005 году в результате реформы местного самоуправления.
25 июня 2021 года упразднено в связи с преобразованием муниципального района в муниципальный округ.

## Географические данные
Находится в центральной части района, граничит:
- на северо-востоке с Якшурским сельским поселением
- на юге с Завьяловским сельским поселением
- на юго-западе с Октябрьским сельским поселением
- на севере и западе с территорией Устиновского района города Ижевска.

По территории поселения протекает река Позимь и её приток Вожойка.

## История
Чемошурский сельсовет Завьяловской волости с центром в деревне Чемошур был образован в 1925 году в ходе разукрупнения сельских советов и включал деревни Вожой Новый, Карлутка Вотская, Карлутка Русская и Ярушки Старые.
В 1929 году сельсовет входит во вновь образованный Ижевский район, а в 1937 году — в Завьяловский район. Его центром в это время является совхоз им. 5 лет УАССР (Пятилетка). В 1959 году посёлку Фермы № 3 совхоза присваивается название Первомайский. В 1966 году посёлок Пятилетка включается в черту города Ижевска, центром сельсовета становится посёлок Первомайский и сельсовет переименовывается в Первомайский. В 1991 году из первомайского выделяется Октябрьский сельсовет, включивший в себя посёлок Октябрьский, деревню Чемошур и дома 45 км.
В 1994 сельсовет преобразуется в Первомайскую сельскую администрацию, а в 2005 в Муниципальное образование «Первомайское» (сельское поселение).

## Население
| 2010  | 2012  | 2013  | 2014  | 2015  | 2016  | 2017  |
| ----- | ----- | ----- | ----- | ----- | ----- | ----- |
| 3566  | ↗3614 | ↗3824 | ↗3920 | ↗4166 | ↗4460 | ↗4741 |
| 2018  | 2019  | 2020  | 2021  |       |       |       |
| ↗4855 | ↗5132 | ↗5232 | ↘5031 |       |       |       |

## Населенные пункты
| Название     | Тип населённого пункта       | Население 2012 год | Почтовый индекс | ОКАТО          |
| ------------ | ---------------------------- | ------------------ | --------------- | -------------- |
| Первомайский | Село, административный центр | ↗4450              | 427007          | 94 216 835 001 |
| Нижний Вожой | Деревня                      | ↗34                | 427007          | 94 216 835 005 |
| Позимь       | Деревня                      | ↗696               | 427007          | 94 216 835 003 |

На территории сельского поселения находятся садоводческие некоммерческие товарищества Молодёжный, Ветеран-2, Наука, Татьяна, Позимь и гаражно-строительные кооперативы Автомобилист-2, Старт, Маршал, Луч, Дружба, Буровик, Первомайский.

## Экономика
- Удмуртский государственный научно-исследовательский институт сельского хозяйства (УГНИИСХ)
- ГУП «Завьяловская ПМК»
- ООО ОНТП «Первомайское»
- ОАО Агрохимцентр «Удмуртский»
- Площадь сельхозугодий: 30,7 км²
- ГУП «Удмуртские семена»
- ООО «Альянс»
- ООО «Юрич»
- ДХООО «Прикамье»
- ООО «Мускат»
- ООО «Ижсинтез»
- ЧП Веретенникова Н. В.
- ООО «Ресурсы»
- ООО «Геранбой»
- ИП Саедгараева Т. В.
- ООО «Алина»
- ЗАО «Компак»
- ООО «Связьинвест»
- ООО «Бизон»
- ООО «АТП-С» СТЭФ+
- ИП Короткина Е. Г.

## Объекты социальной сферы
- МОУ «Первомайская средняя общеобразовательная школа имени Героя Советского Союза А. Н. Сабурова»[19]
- МОУ «Позимская начальная общеобразовательная школа»
- Детский сад
- 2 учреждения здравоохранения
- Фельдшерско-акушерский пункт
- Муниципальное учреждение «Культурный комплекс „Первомайский“»
- Клуб

## Транспорт
По территории муниципального образования проходит железная дорога Ижевск — Воткинск, на которой в пределах МО «Первомайское» расположен 1 остановочный пункт — платформа 50 км.
Также по территории муниципального образования проходит несколько автодорог с твёрдым покрытием: Чемошур — Первомайский — Нижний Вожой, Ижевск — Позимь и на юго-западной окраине поселения Ижевск — Аэропорт.